# Капасівін
Капасівін (англ. Kapasiwin) — літнє село в Канаді, у провінції Альберта, у складі муніципального району Паркленд.

## Населення
За даними перепису 2016 року, літнє село нараховувало 10 осіб постійного населення, показавши зростання на 0,0 %, порівняно з 2011 роком. Середня густина населення становила 33,2 осіб/км².

## Клімат
Середня річна температура становить 2,7 °C, середня максимальна — 21,1 °C, а середня мінімальна — −19,1 °C. Середня річна кількість опадів — 512 мм.
| Клімат поселення                              | Клімат поселення | Клімат поселення | Клімат поселення | Клімат поселення | Клімат поселення | Клімат поселення | Клімат поселення | Клімат поселення | Клімат поселення | Клімат поселення | Клімат поселення | Клімат поселення | Клімат поселення |
| Показник                                      | Січ.             | Лют.             | Бер.             | Квіт.            | Трав.            | Черв.            | Лип.             | Серп.            | Вер.             | Жовт.            | Лист.            | Груд.            |                  |
| Середній максимум, °C                         | −7,06            | −3,69            | 1,73             | 9,34             | 15,46            | 19,58            | 21,06            | 20,62            | 15,49            | 10,20            | 1,04             | −4,58            |                  |
| Середня температура, °C                       | −13,1            | −9,72            | −4,3             | 3,30             | 9,41             | 13,57            | 15,85            | 15,42            | 10,28            | 5,01             | −4,18            | −9,76            |                  |
| Середній мінімум, °C                          | −19,12           | −15,74           | −10,32           | −2,72            | 3,39             | 7,54             | 10,65            | 10,24            | 5,09             | −0,18            | −9,36            | −14,97           |                  |
| Норма опадів, мм                              | 25               | 17               | 19               | 28               | 54               | 88               | 99               | 70               | 45               | 26               | 22               | 19               |                  |
| Середньомісячна швидкість вітру, м/с          | 3.20             | 3.40             | 3.40             | 3.58             | 3.50             | 3.18             | 2.90             | 2.80             | 3.00             | 3.33             | 3.19             | 3.20             |                  |
| Середньомісячна сонячна радіація, кДж/м²·день | 3378             | 6903             | 12134            | 17187            | 20501            | 21950            | 22146            | 18519            | 12555            | 7421             | 3741             | 2503             |                  |
| --------------------------------------------- | ---------------- | ---------------- | ---------------- | ---------------- | ---------------- | ---------------- | ---------------- | ---------------- | ---------------- | ---------------- | ---------------- | ---------------- | ---------------- |
| Джерело:                                      |                  |                  |                  |                  |                  |                  |                  |                  |                  |                  |                  |                  |                  |